# Werknemerspartij
De Werknemerspartij was een lokale politieke partij in de Nederlandse gemeente Weert in de provincie Limburg tussen 1931 en 2002. De partij werd opgericht vanuit het Rooms Katholiek Werkliedenverbond.
De partij kende in Weert een lange bestuurstraditie met de wethouders J. (Sjeng) Verheggen (1945-1959), H. Vincken (1959-1962), Lei Stals (1962-1972), Harrie Neijnens (1972-1979) en René Verheggen (1974-1978, 1980-1994 en 1998-2006). Tot 1978 werden coalities aangegaan met andere - al dan niet aan de KVP gelieerde - lokale lijsten, vanaf 1978 met het CDA en de VVD (1978-1983), of het CDA en de PvdA (1983-1994 en 1998-2002).
De Werknemerspartij was tussen 1986 en 1997 eveneens vertegenwoordigd in de gemeenteraad van Stramproy. Toen de gemeente Stramproy in 1997 opging in de gemeente Weert fuseerden de twee afdelingen.
Onder leiding van prominent partijleider René Verheggen fuseerde de Werknemerspartij na de gemeenteraadsverkiezingen in 2002 met Pact'97, eveneens een lokale partij met wortels in zowel Weert als de voormalige gemeente Stramproy, tot Weert Lokaal. Weert Lokaal is statutair een voortzetting van de Werknemerspartij.